# Параграф
Пара́граф (від грец. παράγραφος — «написане поряд») — частина тексту всередині розділу книги, статті або документа, що містить закінчене положення або правило і має самостійне значення. Звичайно позначається знаком § з порядковим номером, наприклад, § 2 або скороченням пп. Зазвичай на параграфи діляться розділи в навчальних, наукових та виробничих виданнях. Параграф може складатися з одного або кількох абзаців тексту.
Параграфом називають також само правило, настанову чи положення, викладене в певному розділі статуту, програми або нормативно-правового акту. Крім того, параграфом називається сам знак §.

## Символ параграфа
Символ параграфа (§) — друкарський символ, який вживається для позначення параграфа в документах, походить від скорочення ss від лат. signum sectiōnis — «знак розділу» або від готичного написання латинської літери C (ℭ).

## У педагогіці
У педагогіці параграф підручника — це закінчена норма засвоєння навчального матеріалу обсягом на один урок, параграф є цілісною системою компонентів змісту, що забезпечують розв'язання завдань конкретного уроку.

## В HTML
У мові розмітки вебсторінок HTML параграфом називають елемент <p>, що використовується для позначення абзаців тексту. Назва виникла через помилку в перекладі з англійського оригіналу, що закріпилася в термінології.

## Цікаві факти
- Англійське слово англ. paragraph належить до т. зв. фальшивих друзів перекладача і має значення абзац, а не параграф.
- У медицині розлад письма у формі неправильного написання окремих слів або літер чи заміни одних літер іншими має назву параграфія[6] і походить від того ж самого грецького грец. παράγραφος — «написане поряд».